# Mustilia pai
Mustilia pai là một loài bướm đêm thuộc họ Endromidae. Loài này được Vadim V. Zolotuhin mô tả năm 2007. Loài này được phát hiện tại Thiểm Tây, Trung Quốc.